# Obusier Type 91 10 cm
L' Obusier Type 91 de 10 cm  (九一式十糎榴弾砲, Kyūisshiki Jissenchi Ryudanho) était un obusier de 105 mm utilisé par l'Armée impériale du Japon durant la Seconde Guerre sino-japonaise et la Seconde Guerre mondiale. Le modèle 91 désigne l'année durant laquelle l'obusier fut accepté, soit l'an 2591 du calendrier impérial japonais ou 1931 dans notre calendrier grégorien.

## Conception et développement
L'obusier Type 91 se basait largement sur le canon de 105 mle 1913 Schneider français, commandé dans les années 1920 pour évaluation par le Bureau Technique de l'Armée japonaise. Cet obusier visait à compléter, voire à remplacer, l'obsolète Obusier Type 38 15 cm, en service depuis la fin de la guerre russo-japonaise (1905). La production commença en 1931 et atteignit près de 1 100 exemplaires.
Bien que cette pièce d'artillerie était de conception moderne, son esthétique se révélait assez "rustique" si on se base sur les standards américain de l'époque. L'obusier Type 91 de 105 mm était plus petit et plus léger que les pièces américaines et allemandes de même calibre, et pesait même moins que les pièces standard européennes de 75 mm de la Première Guerre mondiale. Mais en dépit de sa légèreté et de son apparence "brute de décoffrage", cet obusier était capable d'envoyer un obus de 15,8 kg aussi loin que son redoutable homologue allemand de 105 mm.
Le Type 91 possédait un mécanisme d'absorption de recul hydraulique, une culasse à filetage interrompu et pouvait être remorqué par un équipage de 6 chevaux.
Les munitions utilisées étaient des obus de 15,8 kg explosifs standards ou perforants ou shrapnel ou même chimiques. L'Armée japonaise utilisait un index de désignation de charge des obus assez singulier, du fait que sa numérotation était à l'inverse de ceux des armées occidentales :
- Charge 1: Obus ayant une portée maximale de 10 764 m
- Charge 2: Obus ayant une portée maximale de 7 774 m
- Charge 3: Obus ayant une portée maximale de 5 781 m
- Charge 4: Obus ayant une portée maximale de 4 684 m

## Variantes
Les premières variantes du modèle 91 étaient équipées de roues à rayons en bois, mais celles-ci furent remplacées par des roues en acier à pneumatiques pour permettre la traction automobile en contrepartie d'un surpoids de 250 kg.

## Engagements
Le Type 91 fut utilisé en grand nombre lors de l'invasion japonaise de la Mandchourie, les guerres soviéto-japonaises, la Seconde Guerre sino-japonaise ainsi que sur tous les fronts de la guerre du Pacifique. Il était généralement assigné aux régiments d'artillerie de campagne conjointement à des canons de 75 mm.
De nombreux obusiers capturés par les chinois durant la Seconde Guerre sino-japonaise, ou abandonnés en Chine lors de la capitulation du Japon en 1945, furent utilisés au sein de l'Armée nationale révolutionnaire du gouvernement nationaliste chinois et dans le camp opposé de Armée révolutionnaire du peuple du gouvernement communiste chinois durant la guerre civile chinoise.

### Sources
- Bishop, Chris (eds) The Encyclopedia of Weapons of World War II. Barnes & Nobel. 1998.  (ISBN 0-7607-1022-8)
- Chamberlain, Peter and Gander, Terry. Light and Medium Field Artillery. Macdonald and Jane's (1975).  (ISBN 0-356-08215-6)
- Chant, Chris. Artillery of World War II, Zenith Press, 2001,  (ISBN 0-7603-1172-2)
- McLean, Donald B. Japanese Artillery; Weapons and Tactics. Wickenburg, Ariz.: Normount Technical Publications 1973.  (ISBN 0-87947-157-3).
- Mayer, S.L. The Rise and Fall of Imperial Japan. The Military Press (1984)  (ISBN 0-517-42313-8)
- War Department Special Series No 25 Japanese Field Artillery October 1944
- US Department of War, TM 30-480, Handbook on Japanese Military Forces, Louisiana State University Press, 1994.  (ISBN 0-8071-2013-8)